# Winn Adami
Winn Adami, conosciuta anche con l'epiteto di Kai Winn, è un personaggio immaginario dell'universo fantascientifico di Star Trek. Interpretata da Louise Fletcher, appare nella serie televisiva Star Trek: Deep Space Nine. Il personaggio è inoltre protagonista di alcuni romanzi del franchise. Winn Adami è un "Kai", il massimo leader religioso del pianeta Bajor, che professa il Culto dei Profeti di Bajor, ma appartiene a una fazione conservatrice.
Il ruolo è valso a Fletcher 4 premi Online Film & Television Association.

## Caratteristiche
A proposito del personaggio, Louise Fletcher, in un'intervista a StarTrek.com del 2012, l'ha descritta così: "voleva il potere ed era ambiziosa [...] Era una specie di Margaret Thatcher nello spazio o, come dicevo, era il Papa dello spazio. Se mi chiedessero: 'Oh, stai facendo Star Trek. Chi interpreti?' Risponderei: 'Pensa al Papa nello spazio, solo che è come un Papa antico, dei vecchi tempi, quando i Papi erano spietati e potenti ed esercitavano i loro poteri, combattevano guerre e facevano ogni genere di cose cattive.'"
In un'altra intervista, alla rivista Star Trek Communicator, rilasciata a circa una settimana dalle riprese dell'ultimo episodio della serie, la Fletcher sostiene inoltre che per meglio comprendere le motivazioni che spingono Kai Winn, questa vada accostata a una figura a volte enigmatica del XX secolo: Richard Nixon: "[Nixon] era un uomo molto ambizioso che ambiva al potere, godeva del potere e lo esercitava per proteggersi".E prosegue: "La sua visione poi si è confusa su quale comportamento fosse accettabile per mantenere il potere - il fine che giustifica i mezzi - e quella alla fine è stata la sua rovina". "Credo davvero nei sette peccati capitali, tra cui l'arroganza e l'orgoglio. Ciò rende cieca [Winn] ai valori in cui ha scelto di credere come leader religioso. Diventa un'ipocrita per tutto ciò che dice e fa." "Durante gli episodi finali, ha davvero superato se stessa nei suoi modi subdoli. La sua vita è andata fuori controllo. È diventata tutto ciò che la rende deliziosa da interpretare.".

## Storia del personaggio

### Occupazione cardassiana
Durante l'occupazione cardassiana, Winn trascorse cinque anni in una prigione cardassiana, dove sopportò numerose torture per avere diffuso la parola dei Profeti.

### Elezione a Kai
Le circostanze della sua elezione a Kai furono alquanto intricate: come membro dell'Assemblea dei Vedek, Winn, che apparteneva a un ordine ortodosso, fu coinvolta in una controversia a bordo della stazione Deep Space Nine riguardo all'insegnamento delle nozioni scientifiche sull'origine del wormhole bajoriano, che erano incompatibili con la fede religiosa di Bajor. Lo scopo ultimo di Winn era in realtà l'organizzazione dell'assassino del suo principale concorrente Vedek Bareil.
L'assassinio fallì; Winn, che perseguiva fortemente il suo scopo, appoggiò per un breve periodo l'Alleanza per l'Unità Globale (o Cerchio) nella persona del Ministro Jaro Essa, che in cambio le aveva promesso l'elezione a Kai. Proseguendo nel suo cammino, Winn scoprì che Vedek Bareil era implicato nel massacro di Kendra Valley, e lo accusò di essere un collaborazionista.
Bareil ritirò la sua candidatura, al solo scopo di proteggere la memoria di Kai Opaka, e Winn fu eletta Kai nel 2370. La popolarità della Kai aumentò vertiginosamente nel 2371 quando, sorprendendo la corrente politica contraria, concluse e firmò con il Legato Turrel uno storico trattato di pace tra Bajor e Cardassia. In realtà fu Vedek Bareil a condurre tutte le trattative e a supportarla fino ai delicati colloqui finali che precedettero la firma.
Nel tardo 2371, dopo l'improvvisa morte del Primo Ministro in carica Kalem Apren, ella fu designata a sostituirlo per il breve periodo di tempo che restava al termine del mandato in corso. Malgrado le sue ambizioni, Winn era politicamente inesperta e subito dopo la sua nomina si trovò implicata in una controversia politica che riguardava degli attrezzi per la bonifica dei terreni delle province di Dahkur e Rakantha. Winn trasformò il piccolo incidente in una guerra civile, e la forte perdita di popolarità che ne seguì la costrinse a ritirare la sua nomina per l'elezione a Primo Ministro per il mandato successivo.
Nel 2372 Akorem Laan assunse brevemente il ruolo di Emissario; Winn appoggiò la sua proposta di ripristinare il sistema di casta D'Jarras, anche se questo sarebbe costato a Bajor l'ammissione nella Federazione. Winn aveva sempre avuto difficoltà ad accettare Benjamin Sisko, un Terrestre, come Emissario. La sua opinione negativa mutò in modo significativo nel 2372, dopo l'inaspettata opposizione di Sisko nella questione dell'ammissione di Bajor come membro della Federazione. Questo fatto l'aiutò a rendersi conto che Sisko era effettivamente l'Emissario profetizzato.
La sua opinione si rafforzò ulteriormente dopo la scoperta, da parte di Sisko, della sacra città perduta di B'Hala, nel 2373. A seguito dell'anomalo comportamento assunto da Sisko, Kai Winn si recò sulla stazione per aiutare e assistere colui che era ormai anche ai suoi occhi l'Emissario. Grazie a lei Sisko potenziò le proprie capacità e ricevette dai Profeti l'ordine di impedire l'ingresso di Bajor nella Federazione. Più tardi Winn confessò la propria vergogna per avere sempre dubitato che Sisko fosse il vero Emissario. Nello stesso anno Kai Winn tornò nuovamente a bordo di Deep Space Nine per ricevere l'Ambasciatore del Dominio Weyoun e negoziare così i termini del patto di non-aggressione con Bajor.
Nel 2374 Winn ritornò su Deep Space Nine per farsi consegnare da Sisko una tavola che era stata ritrovata sotto il tempio di B'Hala e che Sisko stava studiando. La tavola si ruppe e Winn poté così assistere allo scontro tra un Profeta e un Pah-wraith che erano stati imprigionati nella tavola, il profetizzato "Giudizio". Ella però interferì nell'evento mediante l'utilizzo di radiazioni chroniton, che allontanarono gli esseri.

### La visione di Winn
Nel 2375, mentre era a bordo di Deep Space Nine, Kai Winn ebbe una visione: i Profeti le dissero di aspettare una "guida" che l'avrebbe aiutata nella ricostruzione di Bajor. Quando Dukat arrivò, alterato geneticamente per sembrare un contadino bajoriano di nome Anjohl Tanon, Winn lo accolse credendolo la guida promessa, e iniziò con lui una relazione. Anjohl iniziò a manovrare Winn.
Quando si rese conto che gli esseri con cui era entrata in contatto erano in realtà Pah-wraith, che la spingevano ad abbracciare la loro fede, e che anche Anjohl (senza rivelare la sua vera identità) la spingeva a unirsi ai "veri dèi di Bajor", Winn cadde in una profonda crisi spirituale. Tuttavia, piuttosto che rinunciare al suo titolo di Kai, Winn scelse di rifiutare i Profeti così come lei sentiva di essere stata rifiutata da loro, e giurò di distruggerli assieme al loro Emissario.

### Le Caverne di Fuoco
Spinta da Anjohl, secondo il quale la ricostruzione di Bajor poteva iniziare solo liberando i Pah-wraith dalle Caverne di Fuoco, loro prigione, Winn cominciò a studiare il Testo Proibito di Kosst Amojan, per scoprire il modo per liberarli, ma le pagine erano bianche. Quando il suo assistente Solbor riconobbe in Anjohl Gul Dukat, e capì che Winn aveva tradito i Profeti, Winn lo uccise. Il sangue di Solbor rese visibile il testo del libro proibito e Winn iniziò a leggerlo.
Dopo che Dukat fu reso cieco mentre tentava di leggere da solo il Testo, Winn lo costrinse a chiedere l'elemosina per le strade finché la vista non gli fosse tornata, poi ne fece il suo assistente per l'incontro con i Pah-wraith alle Caverne di Fuoco. Recatisi alle Caverne iniziarono a cercare gli spiriti; Kai Winn diede inizio alla cerimonia e fece bere una coppa di vino a Dukat. Il vino era avvelenato e Dukat morì: Winn lo aveva sacrificato ai Pah-wraith, poi iniziò una cantilena per chiamare gli spiriti. Dukat allora tornò in vita, posseduto da un Pah-wraith. Sisko, inviato dai Profeti, giunse alle Caverne di Fuoco; Winn cercò di fermare Dukat, ma venne uccisa.

## Interpreti

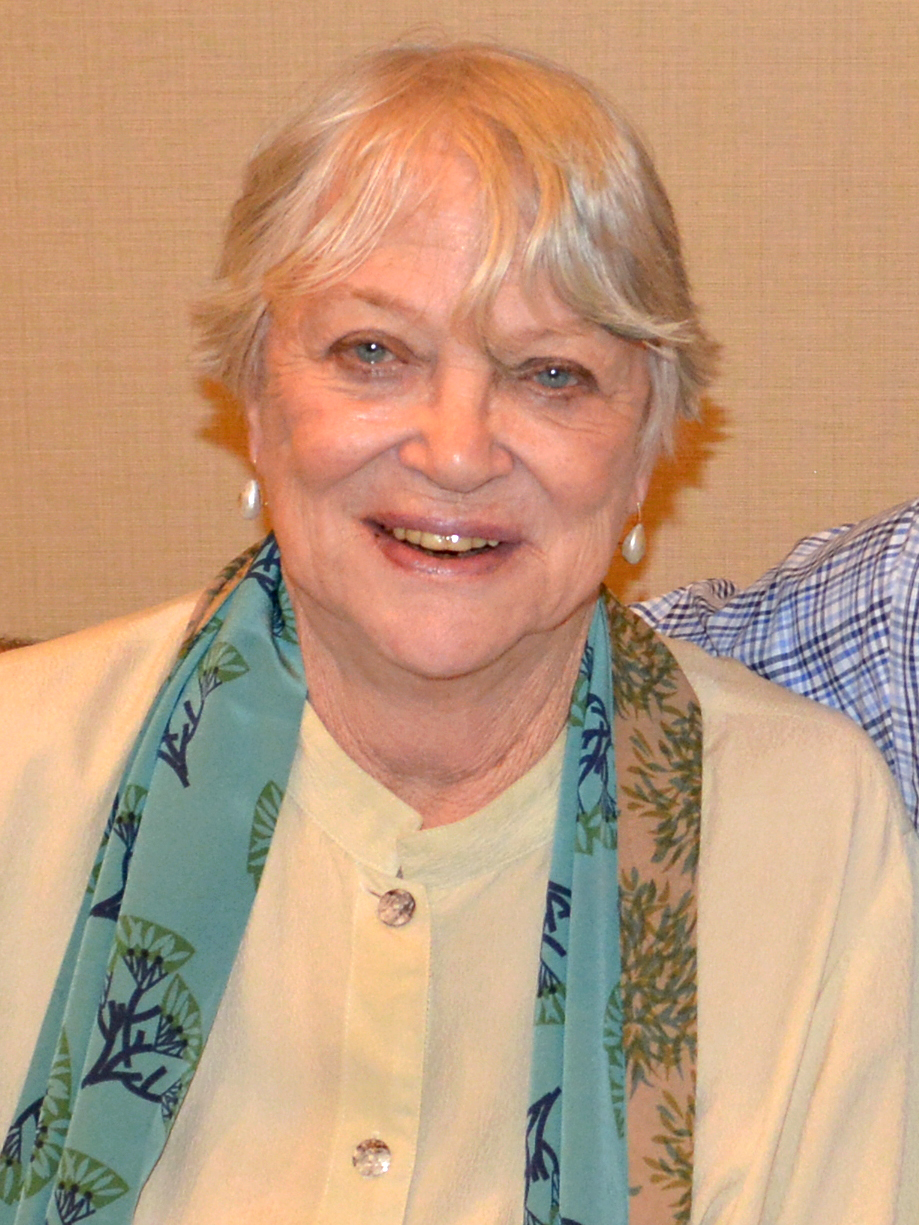
Louise Fletcher, interprete di Kai Winn

Kai Winn è interpretata dall'attrice statunitense Louise Fletcher, nota per aver interpretato l'infermiera Mildred Ratched nel film Qualcuno volò sul nido del cuculo di Miloš Forman del 1975. Appare in 14 episodi della serie Star Trek: Deep Space Nine, a partire dall'ultimo episodio della prima stagione Nelle mani dei Profeti (In the Hands of the Prophets, 1993), per terminare con l'ultimo episodio della settima stagione Quel che si lascia (seconda parte) (What You Leave Behind: Part 2, 1999).
A proposito della sua interpretazione di Winn Adami, Louise Fletcher ha affermato di aver ricevuto poca attenzione, a parte quella dei fan di Star Trek, rimanendo certamente identificata maggiormente nel personaggio dell'infermiera Ratched, ma ha riconosciuto di apprezzare l'incontro con i fan di StarTrek. del personaggio ha inoltre affermato: "Penso che sia un personaggio esaltante e Deep Space Nine è qualcosa che mi ha divertito molto." Mentre di Star Trek ha detto: "La cosa più bella di Star Trek è il suo codice morale", ha affermato Louise Fletcher in un'intervista a Star Trek Communicator, "Ha un sistema di valori molto strutturato che è facile da capire [..]. È come nei vecchi western, quando riconosci i personaggi dai loro cappelli neri e bianchi. [...] Ho avuto molte esperienze positive con i fan di Star Trek e penso che il codice morale sia ciò che attira le brave persone nella serie.".
Nell'edizione in lingua italiana di Deep Space Nine Kai Winn viene doppiata da Noemi Gifuni.

## Accoglienza
Jamie Lovett di ComicBook.com considera il personaggio di Kai Winn, interpretato da Louise Fletcher, uno dei migliori "cattivi" di Star Trek, argomentando che "la sua astuzia e le sue manovre politiche la distinguono come una dei cattivi più audacemente aggressivi di Star Trek" e che la sua "politica reazionaria [...] non potrebbe essere più in contrasto con la visione del futuro di Star Trek". Lovett continua sostenendo che "durante le sue apparizioni, Fletcher ha bilanciato la natura fredda e calcolatrice di Winn con il suo comportamento orgoglioso e presentabile in un modo che la rendeva esattamente il tipo di cattivo che gli spettatori odiavano ma di cui non ne avevano mai abbastanza".
Vrushali Padia di Game Rant, del personaggio scrive: "Winn Adami è un personaggio complesso, che rappresenta il lato negativo della fede e del potere religioso. Nonostante sia una devota seguace dei Profeti, si rivela una fanatica conservatrice che resiste e respinge le opinioni e le culture degli altri. La sua storia di sopravvissuta all'occupazione cardassiana gioca, ironicamente, un ruolo importante nel tradire la sua stessa gente per motivi egoistici. Anche se è il Kai, si comporta come un tiranno nei confronti del suo popolo, opprimendolo e sfruttandolo. Il suo personaggio è guidato dall'egoismo, dalla gelosia e dalla paura.".
 E prosegue: "Winn ricorse a un gioco scorretto incastrando Bareil come una talpa durante l'invasione cardassiana, portandola a diventare il Kai di Bajor nella seconda stagione di Deep Space Nine. Utilizza inoltre la sua posizione per manipolare e opporsi a Sisko, che odia perché è l'Emissario, una posizione che desidererebbe per sé stessa. Winn presta anche il suo sostegno a un tentativo di colpo di stato da parte dell'Alleanza per l'Unità Globale, ma è pronta a un nuovo volta faccia quando scopre che i Cardassiani sostengono segretamente i militanti.". Concludendo che: "Winn Adami è un personaggio complesso e stratificato nell'universo di Star Trek. Incarna perfettamente la peculiare interazione tra fede, potere e avidità. Dalla sua insidiosa ascesa alla posizione di Kai fino alla sua scomparsa grazie al suo stesso gioco scorretto e tradimento, la storia di Adami serve da lezione sui rischi del fanatismo non regolamentato e sugli effetti negativi del sacrificio della moralità per motivi egoistici. Sebbene la sua apparizione nel franchise sia limitata a Deep Space Nine, la sua eredità risuona in tutta la storia della Federazione, proiettando un'ombra che sottolinea la lotta per la luce nelle profondità dell'universo.".

## Filmografia
- Star Trek: Deep Space Nine - serie TV, 14 episodi (1993-1999)

## Libri (parziale)

### Romanzi
- (EN) Dafydd ab Hugh, The Courageous, collana Star Trek: Deep Space Nine: Rebels, n. 2, New York, Pocket Books, 1999, ISBN 0671011413.

## Videogiochi
- Star Trek Timelines (2020)

## Riconoscimenti
- Online Film & Television Association
  - 1997 - Miglior attrice ospite in una serie in syndication a Louise Fletcher per il ruolo di Winn Adami in Star Trek: Deep Space Nine[1]
  - 1997 - Miglior attrice ospite in una serie drammatica a Louise Fletcher per il ruolo di Winn Adami in Star Trek: Deep Space Nine[1]
  - 1998 - Miglior attrice ospite in una serie in syndication a Louise Fletcher per il ruolo di Winn Adami in Star Trek: Deep Space Nine[2]
  - 1999 - Miglior attrice ospite in una serie in syndication a Louise Fletcher per il ruolo di Winn Adami in Star Trek: Deep Space Nine[3]
  - 1999 - Candidatura alla miglior attrice ospite in una serie drammatica a Louise Fletcher per il ruolo di Winn Adami in Star Trek: Deep Space Nine[3]